# Порвоо
По́рвоо (фин. Porvoo [ˈporʋoː]), Бо́рго (швед. Borgå [ˈbɔrˌjoː]) — коммуна в Финляндии и небольшой город, расположенный в 50 км к востоку от Хельсинки. Является старейшим после Турку городом Финляндии.

## История
Город получил свое название от шведской земляной крепости у реки Порвооньоки, которая течет через город. Название Порвоо — это финская версия шведского названия (Borgå) и его частей borg «замок» и -å «река».
Впервые упоминается в летописях XIV века. До 1809 года входил в состав Шведского королевства.
После победы России в русско-шведской войне 1808—1809 годов город находился на территории Великого княжества Финляндского, имевшего широкие права автономии в составе Российской империи. Он получил известность после того, как 10 (22) марта — 7 (19) июля 1809 года российский император Александр I созвал в нём Боргоский сейм, утвердивший широкую автономию Финляндии. Шведская элита в дальнейшем сохранила права и влияние в Финляндии, в том числе и в Порвоо.
После Октябрьской революции 1917 года — в составе независимой Финляндии.
Город Порвоо является городом-побратимом российским городам Салават и Сургут.

## Население
Население — 48 794 жителей (на 31 марта 2011 года). Финские шведы до сих пор составляют около трети населения города — 16 102 человека (33 %), финны — 31 228 человек (64 %) (2011 год, оценка). Город официально двуязычен.

## Интересные факты
В Порвоо снимался фильм Леонида Гайдая «За спичками», в этом фильме город называется Йоки, его реальным прототипом является восточнокарельский город Йоэнсуу.
В городе находится могила Эйгена Шаумана, финского националиста, убившего русского генерал-губернатора Финляндии Н. И. Бобрикова.
В 1809 году император Александр I открыл здесь Боргоский сейм, на котором был зачитан манифест о государственном устройстве Финляндии .

## Известные жители
- Карл Юхан Адлеркрейц (1757—1815) — граф, шведский генерал.
- Эльза Бунге (1734—1819) — шведская писательница, ботаник.
- Чель Карлстрём[фин.] (род. 1976) — велогонщик (шоссейные гонки).
- Великий Князь Владимир Романов (1917—1992) — единственный сын великого князя Кирилла Владимировича, родился в Порвоо.
- Йохан Людвиг Рунеберг (1804—1877) — финский поэт, автор слов гимна Финляндии.
- Альберт Эдельфельт (1854—1905) — финский живописец, график.
- Георг Магнус Спренгтпортен (1740—1819) — граф, военачальник, политический деятель, первый генерал-губернатор Великого княжества Финляндского.
- Сами Туомас Хююпия (род. 1973) — финский футболист, родился в Порвоо.

## Галерея

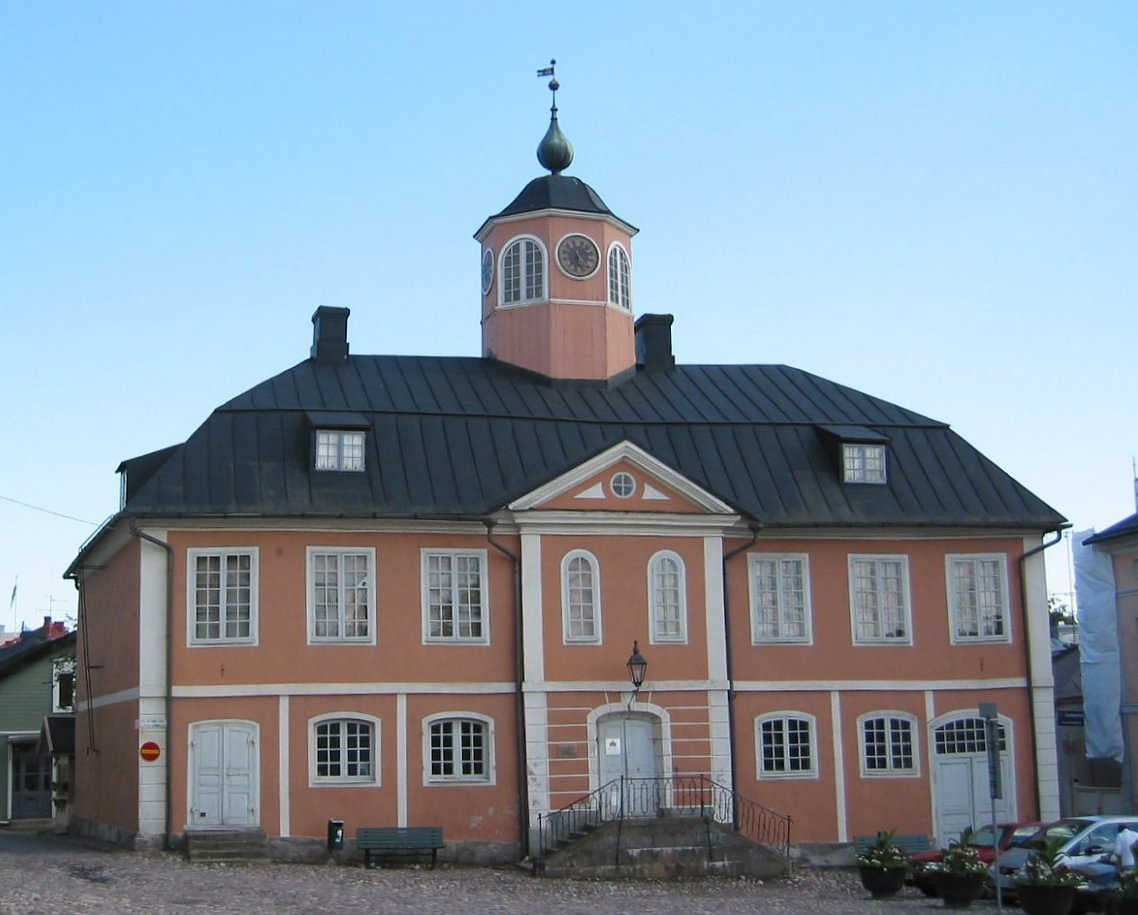
Старая ратуша в Порвоо
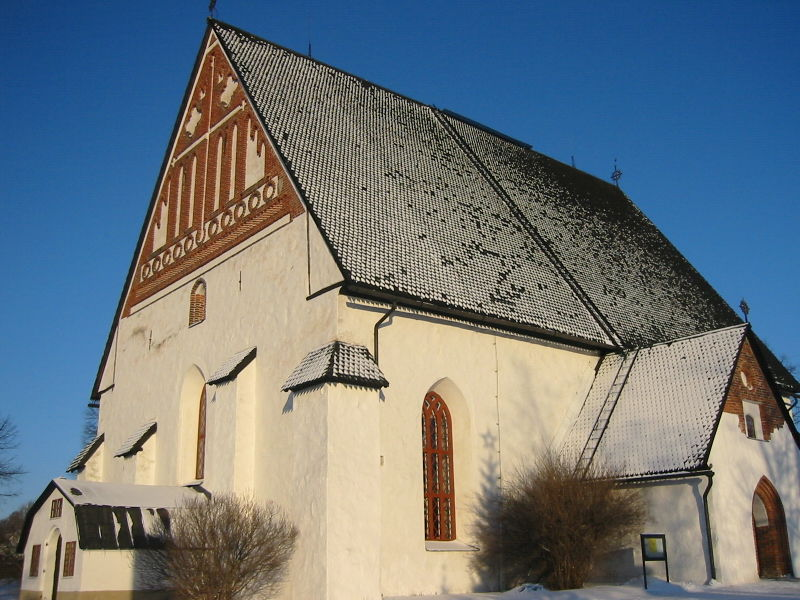
Кафедральный собор Девы Марии в Порвоо
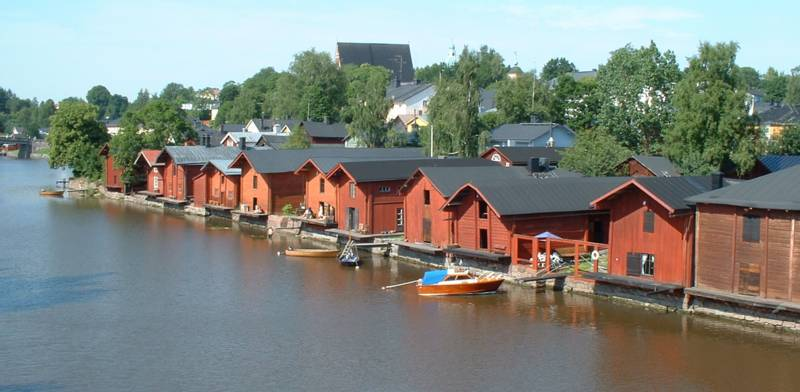
Порвоонйоки